# Isla La Matanza
Isla La Matanza är en ö i Mexiko. Den ligger i delstaten Tamaulipas, i den nordöstra delen av landet. Arean är 0,16 kvadratkilometer.